# Chaz Bono
Chaz Salvatore Bono, született Chastity Sun Bono (Los Angeles, 1969. március 4. –) amerikai színész.
Édesanyja az örmény származású Cher, édesapja a szicíliai származású Sonny Bono, mindketten énekesek. Nőként született, 1995-ben vállalta fel nyilvánosan leszbikusságát. Transzférfi, 2008-ban hajtották végre rajta a nemváltó műtétet.